# Skrillex
Sonny John Moore (født 15. januar 1988 i Los Angeles, Californien) kendt under artistnavnet Skrillex, er en electro/dubstep artist. Han har tidligere været forsanger i bandet From First To Last. Han vandt i 2012 tre Grammy Awards for blandt andet årets dance-udgivelse.[kilde mangler]
I 2013 lavede han sideprojektet Jack Ü Bestående af ham selv, og Major Lazer stifteren Diplo. De udgav deres første Single "Take Ü There" Med vocaler fra Kiezsa den 3. Februar 2015.

## Diskografi

### Med From First to Last
- 2004: Dear Diary, My Teen Angst Has a Bodycount (studiealbum)
- 2006: Heroine (studiealbum)

### Som Sonny
- Bells (EP)
- 2009: Gypsyhook (EP)

### Som Skrillex
- 2009: "My Name Is Skrillex" (EP)
- 2010: Scary Monsters and Nice Sprites (EP)
- 2011: More Monsters and Sprites (EP)
- 2011: Bangarang (EP)
- 2013: Leaving (EP)
- 2014: RECESS (EP)
- 2023: Quest for Fire (EP)
- 2023: Don't Get Too Close (EP)

### Som Jack Ü
- 2015: Skrillex And Diplo Present: Jack Ü (EP)